# Gran Turismo 3: A-Spec
Gran Turismo 3: A-spec (グランツーリスモ3 A-spec?, Guran Tsūrisumo Surī A-spec) è un simulatore di guida prodotto dalla Polyphony Digital. È il terzo titolo della saga Gran Turismo.
È stato pubblicato in Giappone il 28 aprile 2001, negli USA il 10 luglio 2001 e in Europa il 20 luglio 2001 solo per PlayStation 2. Diventa Platinum nel marzo 2002.
Gran Turismo 3 è il primo Gran Turismo per PS2 e offre una grafica superiore ai precedenti titoli e una simulazione molto più realistica; vengono utilizzati fino a 5.000 poligoni per vettura contro i 500 usati in Gran Turismo 2.
Le macchine sono più sensibili alle brusche frenate o alle derapate e tendono a finire fuori strada più facilmente.

## Innovazioni
Rispetto ai precedenti episodi oltre alle classiche modifiche apportabili alle auto (freni, sospensioni, motori, scarichi, turbocompressori, riduzione del peso, pneumatici standard, da corsa, da sterrato e da neve) viene introdotta una nuova modalità rally, potenziata e aggiornata. Si possono aggiungere anche altre caratteristiche come la modifica del sistema di trazione.

## Auto disponibili
Le macchine in questo titolo sono circa 150 di marche di tutto il mondo: BMW, Fiat, Ford, Volkswagen, Peugeot, Mitsubishi, Honda, Jaguar, Pagani, Shelby e molte altre.
Alcune non sono acquistabili e si conquistano man mano che si completa il gioco.
Vincendo le gare più importanti si possono ottenere, nella versione PAL, due vetture di Formula 1 con i nomi fittizi di Polyphony 001 e Polyphony 002. Nelle versioni americana e giapponese sono presenti sei modelli di F1.

## Patenti e gare
Le gare si dividono in 5 categorie, da semplici gare per principianti con limiti di vettura, di potenza, tipo di motore o altro, a gare di resistenza (max 2 ore), fino ai campionati a punti composti dalle 5 alle 10 gare.
Per le ultime gare bisogna conquistare una patente in più rispetto alle altre patenti, la patente speciale "S". Una patente del tutto particolare sarà invece necessaria per gareggiare nei rally, la patente da Rally appunto. Completando tutti i rally si vince la Suzuki Escudo Pikes Peak Version, una macchina rally da corsa molto potente; ben 985 cavalli (che possono esser aumentati) su appena 900 kg di peso. In totale, ci sono 6 tipi di patenti: 
- Nazionale B (B)
- Nazionale A (A)
- Internazionale B (iB)
- Internazionale A (iA)
- Speciale (S)
- Rally (R)

Per completare il gioco al 100% bisogna completare nella modalità Arcade, la prova a tempo su 10 tracciati con macchine già definite; battendo tutti i record si vince una nuova vettura da usare in modalità Gran Turismo.

## Elementi non simulativi
Si tratta forse di un errore o di una scelta volontaria della casa produttrice, ma i potenziamenti delle auto avvengono per aggiunta progressiva di cavalli di potenza e non per aggiornamento del suo valore ad ogni modifica apportata. Questo si traduce dicendo che è come se le singole parti che contribuiscono al potenziamento dell'auto venissero mantenute e non sostituite. Si ha quindi una somma dei cavalli di potenza ad ogni aggiunta di un pezzo di modifica. Questo porta infatti per molte auto il raggiungimento di livelli di potenza anche notevoli e forse poco realistici.

## Accoglienza
Il titolo vendette un totale di quindici milioni di copie.